# Krępa Słupska (przystanek kolejowy)
Krępa Słupska – zlikwidowany przystanek osobowy w Krępie Słupskiej, w województwie pomorskim, w Polsce. Przystanek znajdował się przy nieczynnej linii kolejowej ze Słupska do Budowa.